# Крюковщина (Дрибинский район)
Крю́ковщина (бел. Крукаўшчына) — деревня в составе Михеевского сельсовета Дрибинского района Могилёвской области Республики Беларусь.

## Население
- 1999 год — 48 человек
- 2010 год — 15 человек